# Ceroplastes brachystegiae
Ceroplastes brachystegiae är en insektsart som beskrevs av Hodgson 1969. Ceroplastes brachystegiae ingår i släktet Ceroplastes och familjen skålsköldlöss.
Artens utbredningsområde är Zimbabwe. Inga underarter finns listade i Catalogue of Life.